# Ерика Месер
Ерика Месер јесте амерички телевизијски сценариста, продуцент и уредник приче. Написала је епизоде телевизијских серија као што су Алијас, Округ Оринџ, Чари и Злочиначки умови. Она је и копродуцирала две серије: Чари и Злочиначки умови, такође је радила као уредник приче ТВ серије Алијас и извршна уредница приче на Окруџ Оринџ.

## Каријера
Месерова је каријеру започела у телевизијској серији Алијас 2001. године као сценариста . Током 2002. унапређена је у уредника прича на Алиас. Месер је 2003-04 написала неколико епизода за Округ Оринџ и била је извршни уредник приче. Написала је једну епизоду Чари 2004. Од 2004. до 2005. Месер је радила као копродуцент Чари. Од 2005. до данас радила је на телевизијској серији Злочиначки умови, као сценариста, продуцент,  продуцент супервизор и извршни продуцент. Месер је 2010. године именована за ко-шоуранера. Године 2011. изабрана је за јединог шоуранера серије. Месер је 2013. поново потписала уговор за ТВ серију Злочиначки умови. Током 2014, CBS јој је затражио стварање спинофа серије. Месер је 2015. написала пилот епизоду Beyond Borders у десетој сезони Злочиначких умова. Креиран је спин-оф Criminal Minds: Beyond Borders. Месер је такође написао више епизода серије Злочиначки умови у сарадњи са глумицом Керстен Вангснес.

## Филмографија

### Сценарија
| Продукција | Наслов                          | Позиција                                                 | Напомене                               |
| ---------- | ------------------------------- | -------------------------------------------------------- | -------------------------------------- |
| 2001       | Алиајс                          | Косценариста са Дебром Ј. Фишер                          | Mea Culpa (Сезона 1:Еп. 9)             |
| 2002       | Алиајс                          | Косценариста са Дебром Ј. Фишер                          | Rendezvous (С 1:Еп. 21)                |
| 2002       | Алиајс                          | Косценариста са Дебром Ј. Фишер                          | Passage (Part 1) (С 2:Еп. 8)           |
| 2003       | Округ Оринџ                     | Косценариста са Дебром Ј. Фишер                          | The Heights (С 1:Еп. 9)                |
| 2003       | Округ Оринџ                     | Косценариста са Дебром Ј. Фишер                          | The Links (С 1:Еп. 16)                 |
| 2004       | Чари                            | Косценариста са Дебром Ј. Фишер                          | Once in a Blue Moon (С 7:Еп. 6)        |
| 2005       | Чари                            | Косценариста са Робом Рајтом и Дебром Ј. Фишер           | Show Ghouls (С 7:Еп. 15)               |
| 2005–2020  | Злочиначки умови                | - Сценариста (2005–2008) - Главни сценариста (2009–2020) | Сценариста или косценариста 75 епизода |
| 2006       | Округ Оринџ                     | Сценариста                                               | The Summer Bummer (С 4:Еп. 6)          |
| 2016–17    | Злочиначки умови: Изван граница | Креатор, главни сценариста                               | Сценариста 3 епизоде                   |

### Продукција
| Година    | Наслов                          | Позиција | Напомене     |
| --------- | ------------------------------- | --- | ------------ |
| 2002–03   | Алиајс                          | Уредник прич | 22 епизоде   |
| 2003–04   | Округ Оринџ                     | Извршни уредник приче | 26 епизода   |
| 2004–05   | Чари                            | Копродуцент | 20 епизода   |
| 2005–2020 | Злочиначки умови                | Копродуцент (2005–2006) Продуцент (2006–2007) Продуцент супервизор (2007–2008 и 2009–2010) Коизвршни продуцент (2008–2009) Извршни продуцент (2010–2020) | 246 епизода+ |
| 2016–17   | Злочиначки умови: Изван граница | Извршни продуцент (2016–17) |              |